# Izyaius
Izyaius is een geslacht van wantsen uit de familie van de Miridae (Blindwantsen). Het geslacht werd voor het eerst wetenschappelijk beschreven door Schwartz in 2006.

## Soorten
Het genus is monotypisch en bevat alleen de volgende soort:

- Izyaius sericeus (Heidemann, 1892)